# Решетников Мирон Лаврентійович
Реше́тников Мирон Лаврентійович (*28 серпня 1897, присілок Юм'яшур — †?) — удмуртський державний діяч.

## Біографія
Мирон Лаврентійович народився в присілку Юм'яшур Варзі-Ятчинської волості Єлабузького повіту (сучасний Алнаський район Удмуртії). Навчався у Казанському сільськогосподарського інституту, провчився 4 куси і не закінчив виш.

## Політична діяльність
Решетников як політик займав посаду голови ЦВК Удмуртської АРСР (23 липня 1937 — 20 листопада 1937).